# Association sportive Giraumont
Maillots
L'Association sportive Giraumont, abrégée en AS Giraumont, est un club de football français fondé en 1929, disparu en 1994 et situé à Giraumont en Meurthe-et-Moselle.
L'AS Giraumont a formé cinq internationaux français[Lesquels ?], joué dix saisons en Division nationale du Championnat de France amateurs, disputant deux fois la phase finale, possède deux titres de Champion de Lorraine, trois Coupes de Lorraine.
Le club disparait en 1994 en fusionnant avec le club de la ville voisine de Doncourt-lès-Conflans pour former l'Association sportive Giraumont-Doncourt, qui elle-même disparait en 2015.

## Historique

### Véritable poumon du football lorrain (1929-1964)
L'Association sportive Giraumont est fondée en 1929 avec l'ouverture d'une mine de fer dans le petit village de Giraumont en Meurthe-et-Moselle, peuplé d'environ 2 000 habitants à l'époque.[réf. nécessaire]
Dans les années 1950, l'AS Giraumont prend une dimension importante dans le football lorrain. Alors que les mines possèdent un impact décisif sur l'économie de la Lorraine, Giraumont décide de créer une école mêlant le travail dans la mine avec une équipe de football, ce qui pousse les mineurs à se sublimer sur le terrain pour sortir le plus rapidement possible de ce travail difficile. Ainsi, l'AS Giraumont forme Édouard Kargulewicz, qui devient le premier footballeur professionnel formé au club.
L'AS Giraumont connaît à cette époque son âge d'or avec son premier titre de champion de Lorraine en 1954. Marcel Adamczyk[Qui ?] rejoint le FC Metz en fin de saison et devient international français en 1963. Bruno Rodzik, futur triple champion de France de première division et double finaliste de la Coupe des Clubs champion avec le Stade de Reims et international français avec 21 sélections est lui aussi formé au club.

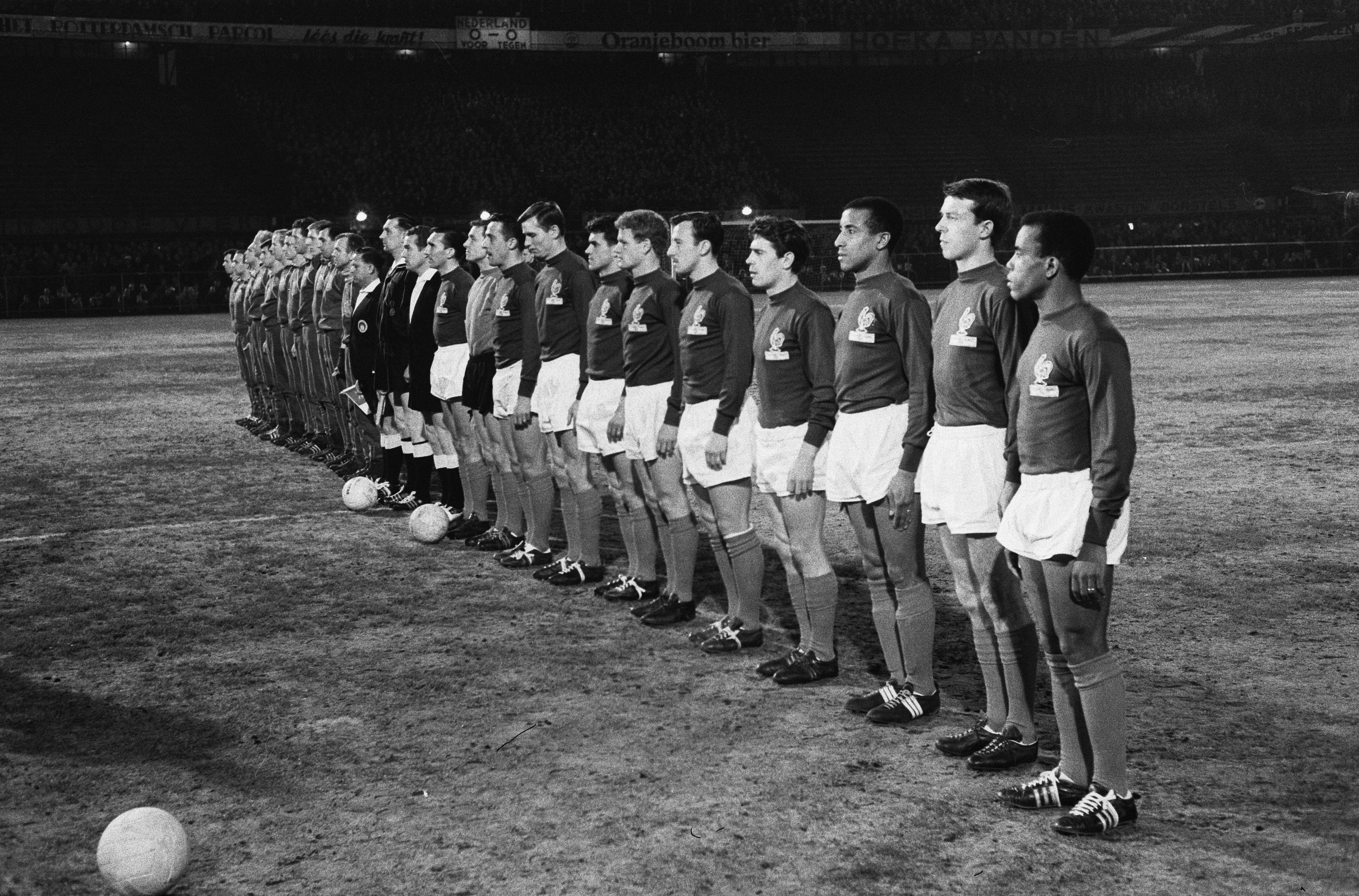
Bruno Rodzik avec l'Équipe de France

Serge Masnaghetti sort lui aussi du club en rejoignant l'US Valenciennes-Anzin en 1959. Il devient le meilleur buteur de l'histoire de ce dernier tout en possédant deux sélections avec l'Équipe de France tandis que Jean-Claude Piumi rejoint lui aussi le même club la même année et participe à la Coupe du monde 1966 avec l'Équipe de France. En 1954, le club est champion de Lorraine pour la première fois de son histoire. La première performance majeure du club lorrain en Coupe de France est lors de la saison 1954-1955 : l'AS Giraumont élimine l'US Viesly en 1/32e de finale et dispute pour la première (et seule fois) de son histoire un 1/16e de finale face aux Girondins de Bordeaux, alors club de Division 1. Au match aller, les Giraumontois réalisent une belle performance en faisant match nul (un partout après prolongation) mais se font éliminés par les Bordelais au match retour sur le score de quatre buts à un. Lors de la même saison, mais cette fois-ci en championnat de CFA, Giraumont termine premier de son groupe mais termine dernier de la phase finale derrière l'US Quevilly, l'USO Bruay-en-Artois, le FC Annecy et le RC Vichy. En 1957, le club remporte sa première Coupe de Lorraine face à l'ES Piennes sur le score de deux buts à zéro et réalise la même année un 1/32e de finale de Coupe de France face à l'Olympique lyonnais alors en Division 1 (défaite cinq buts à un). En 1958, le club est finaliste de la Coupe de Lorraine face au FC Nancy en s'inclinant trois buts à zéro. Lors de la saison 1958-1959, l'AS Giraumont termine une nouvelle fois premier de son groupe de CFA pour la deuxième fois de son histoire mais termine encore une fois dernier de la phase finale derrière l'AS Saint-Étienne, l'US Quevilly, l'ESA Brive et l'Amiens AC.
Dans les années 1960, le club remporte sa deuxième Coupe de Lorraine en 1962 dans un derby face à l'US Jarny sur le score d'un but à zéro. Trois ans après, c'est un deuxième titre de champion de Lorraine qui s'ajoute à l'armoire à trophées du club avec une finale de Coupe de Lorraine face à La Sportive Thionvilloise la même année. L'année suivante, Giraumont remporte une troisième Coupe de Lorraine face au FC Nancy (victoire trois buts à un), cette dernière sera le dernier trophée de l'histoire du club.

### La descente aux enfers et fusion (1966-1994)
Lors de la saison 1965-1966 en Division nationale du championnat de France amateurs, l'AS Giraumont se voit reléguer après une saison catastrophique ponctuée par une dernière place de son groupe avec neuf points, n'enchaînant seulement que trois victoires en vingt-deux matchs de championnat. La saison suivante, en Division d'Honneur, le club réalise la même prestation en terminant dernier de son groupe.
Le club tombe rapidement dans les bas-fonds du football lorrain, enchaînant les prestations décevantes à la suite de la fermeture de la mine du village et se voit obligé de fusionner quelques années après avec le club de football voisin de Doncourt-lès-Conflans pour sa survie en 1994, pour former l'Association sportive Giraumont-Doncourt.

### Disparition de l'AS Giraumont-Doncourt (2015)
Lors du début de saison 2015-2016, l'AS Giraumont-Doncourt ne présente aucune équipe pour le championnat. Le président du club, Gérard Hilger, a pourtant tout tenté pour relancer la machine en distribuant des tracts dans les boîtes aux lettres des deux villages pour sauver le club, mais sans succès. L'AS Giraumont-Doncourt disparaît en septembre 2015.
Le 8 avril 2023, Bernard Zénier, ancien footballeur à la retraite passé par le FC Metz et l'AS Nancy-Lorraine mais surtout né à Giraumont, a voulu rendre hommage au club de son enfance aux côtés de Michel Platini, lui aussi grand connaisseur du club grâce à son père, Aldo Platini, qui venait régulièrement voir des matchs dans les années 1950. Ainsi, un monument en l’honneur de tous ces talents est inauguré au centre du village représentant un footballeur sur un casque de mineur.

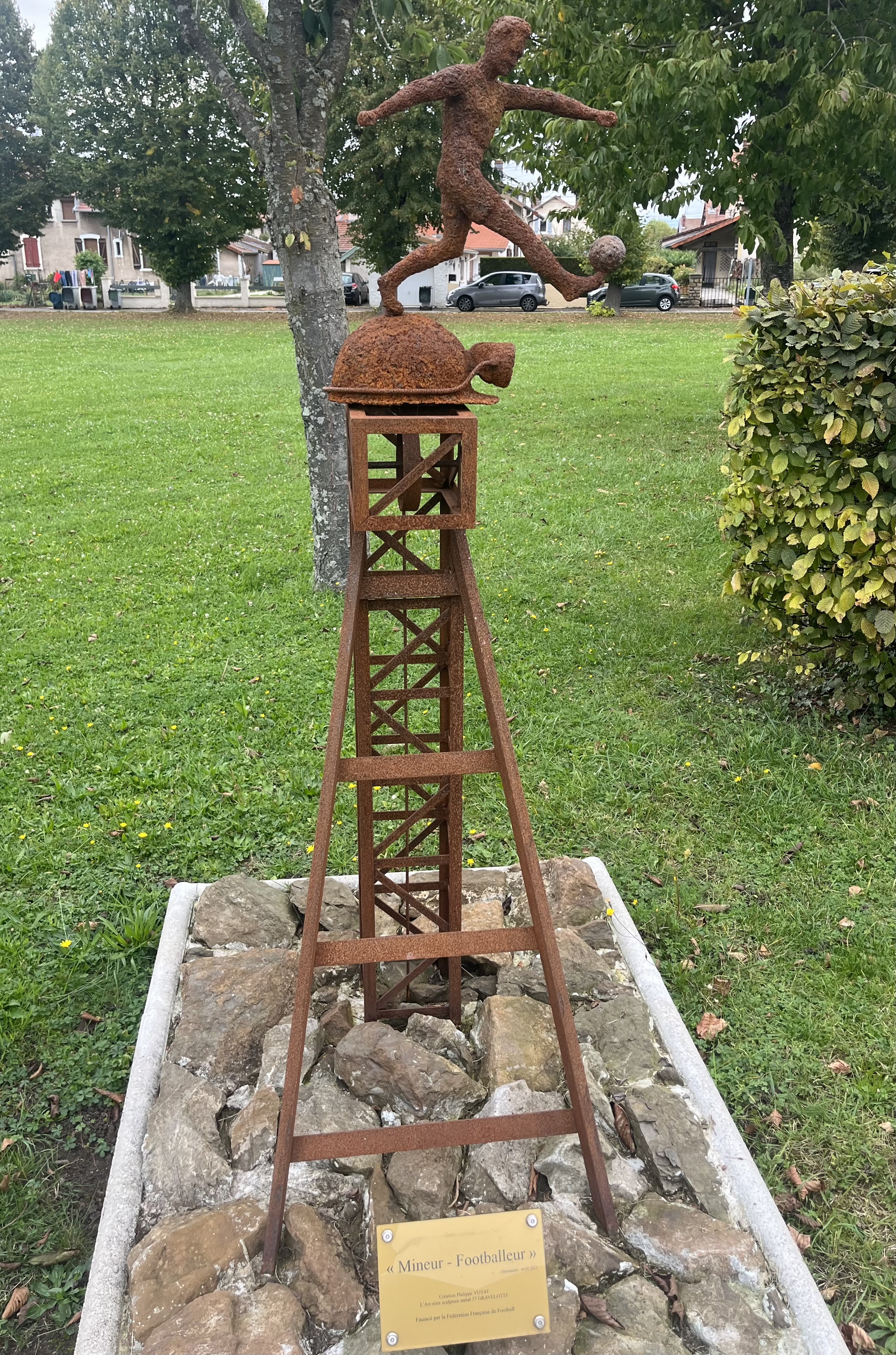
Monument au centre du village de Giraumont en honneur aux "mineurs / footballeurs".

En plus du monument, une plaque commémoratif avec l'ensemble des joueurs formés à l'AS Giraumont est placée au même endroit avec des informations sur ces derniers ainsi que les licences des footballeurs.

## Palmarès
Le tableau suivant récapitule les performances de l'AS Giraumont dans les différentes compétitions officielles françaises.
| Compétitions nationales | Compétitions régionales                                                                                          |
| --- | --- |
| - Championnat de France amateurs (1935-1971) - Vainqueur de groupe : 1955 et 1959 - Coupe de France - Meilleure performance : 16e de finale en 1955 | - Championnat de Lorraine (2) - Champion : 1954 et 1964 - Coupe de Lorraine (3) - Vainqueur : 1957, 1961 et 1965 |

## Personnalités du club
Au cours de son histoire, l'AS Giraumont aura formé cinq internationaux français.
- Édouard Kargu
- Hubert Zénier
- Bruno Rodzik
- Serge Masnaghetti
- Henri Borowski
- Léon Gorczewski
- Zygmunt Chlosta
- Germain Kicinski
- Marcel Adamczyk
- Christian Navacchi
- Jean-Claude Piumi

## Stades

### Stade de la Butte
Au début de son histoire, l'AS Giraumont-Doncourt évolue au stade de la Butte, à l'entrée du village. C'est un stade vétuste, sans  aucune tribune qui est depuis des décennies maintenant à l'abandon.

### Stade municipal de Giraumont
C'est le stade principal actuel du village de Giraumont, un stade omnisports avec une tribune et des vestiaires.

### Stade Eugène-Cossin
Le stade Eugène-Cossin est le stade principal du village de Doncourt-lès-Conflans. À la suite de la fusion de l'AS Giraumont avec le club de Doncourt en 1994, il n'était pas rare de voir l'ASGD jouer ses matchs là-bas.